# Campionat del Món d'esquí alpí de 1932
El Campionat del Món d'esquí alpí de 1932 va ser la segona edició del Campionat del Món d'esquí alpí. Foren organitzats per la Federació Internacional d'Esquí (FIS). Es va celebrar del 4 al 6 de febrer a Cortina d'Ampezzo, Itàlia. Es van disputar proves de descens, eslàlom i combinada, en categoria masculina i femenina.

## Resultats

### Proves masculines
| Prova     | Or                | Plata       | Bronze            |
| Descens   | Gustav Lantschner | David Zogg  | Otto Furrer       |
| Eslàlom   | Friedl Däuber     | Otto Furrer | Hans Hauser       |
| Combinada | Otto Furrer       | Hans Hauser | Gustav Lantschner |

### Proves femenines
| Prova     | Or              | Plata                  | Bronze          |
| Descens   | Paula Wiesinger | Inge Wersin-Lantschner | Hady Lantschner |
| Eslàlom   | Rösli Streiff   | Durell Sale-Barker     | Doreen Elliott  |
| Combinada | Rösli Streiff   | Inge Wersin-Lantschner | Hady Lantschner |

## Medaller
| Posició | País       | Or | Plata | Bronze | Total |
| 1       | Suïssa     | 3  | 2     | 1      | 6     |
| 2       | Àustria    | 1  | 3     | 4      | 8     |
| 3       | Alemanya   | 1  | 0     | 0      | 1     |
| 3       | Itàlia     | 1  | 0     | 0      | 1     |
| 5       | Regne Unit | 0  | 1     | 1      | 2     |
| Total   | Total      | 6  | 6     | 6      | 18    |